# Effectifs du tournoi masculin de basket-ball aux Jeux olympiques d'été de 2012
Cette page contient la liste de toutes les équipes et leurs joueurs participant au Tournoi masculin de basket-ball aux Jeux olympiques d'été de 2012.

### 

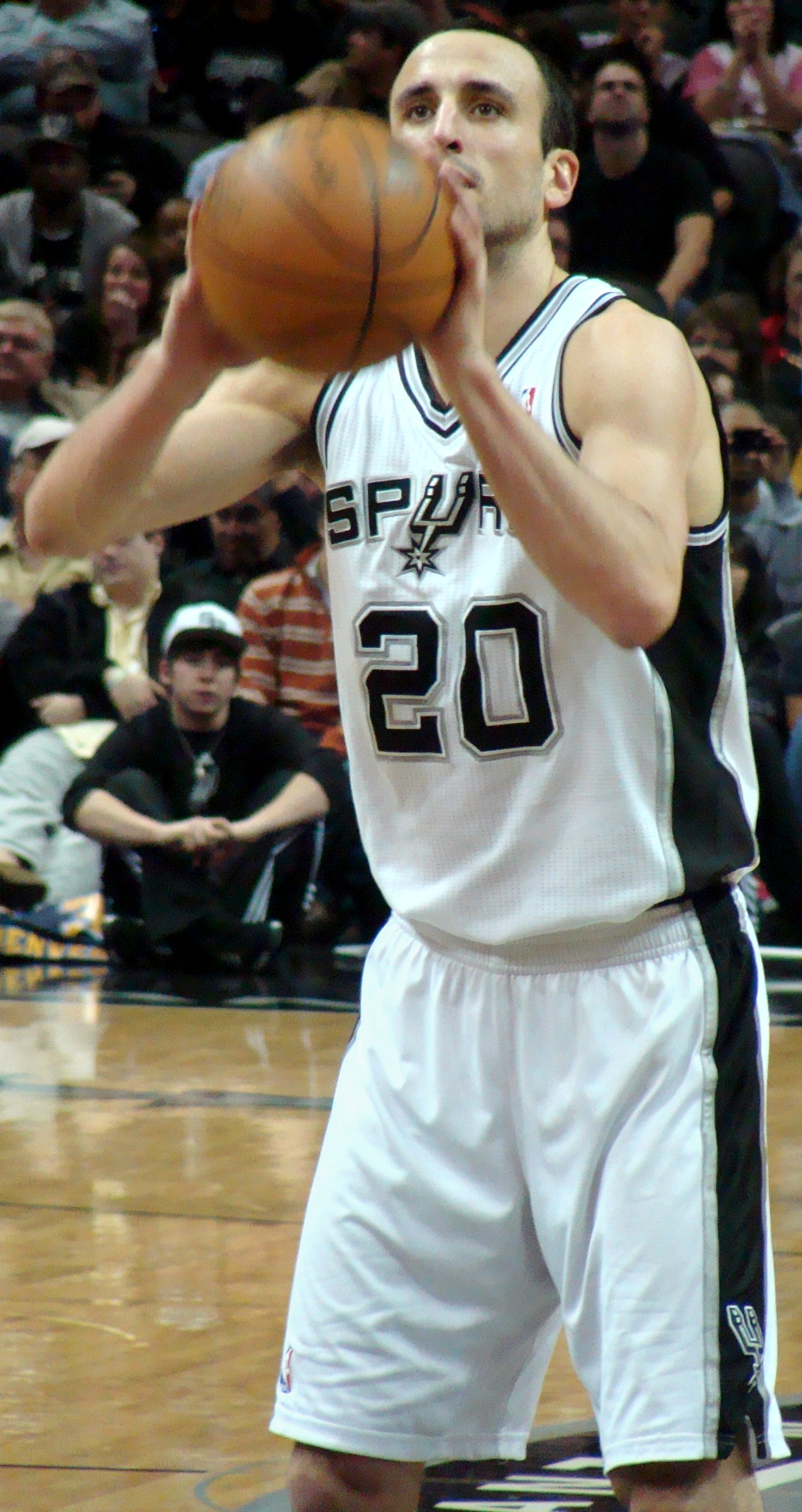
Emanuel Ginóbili.

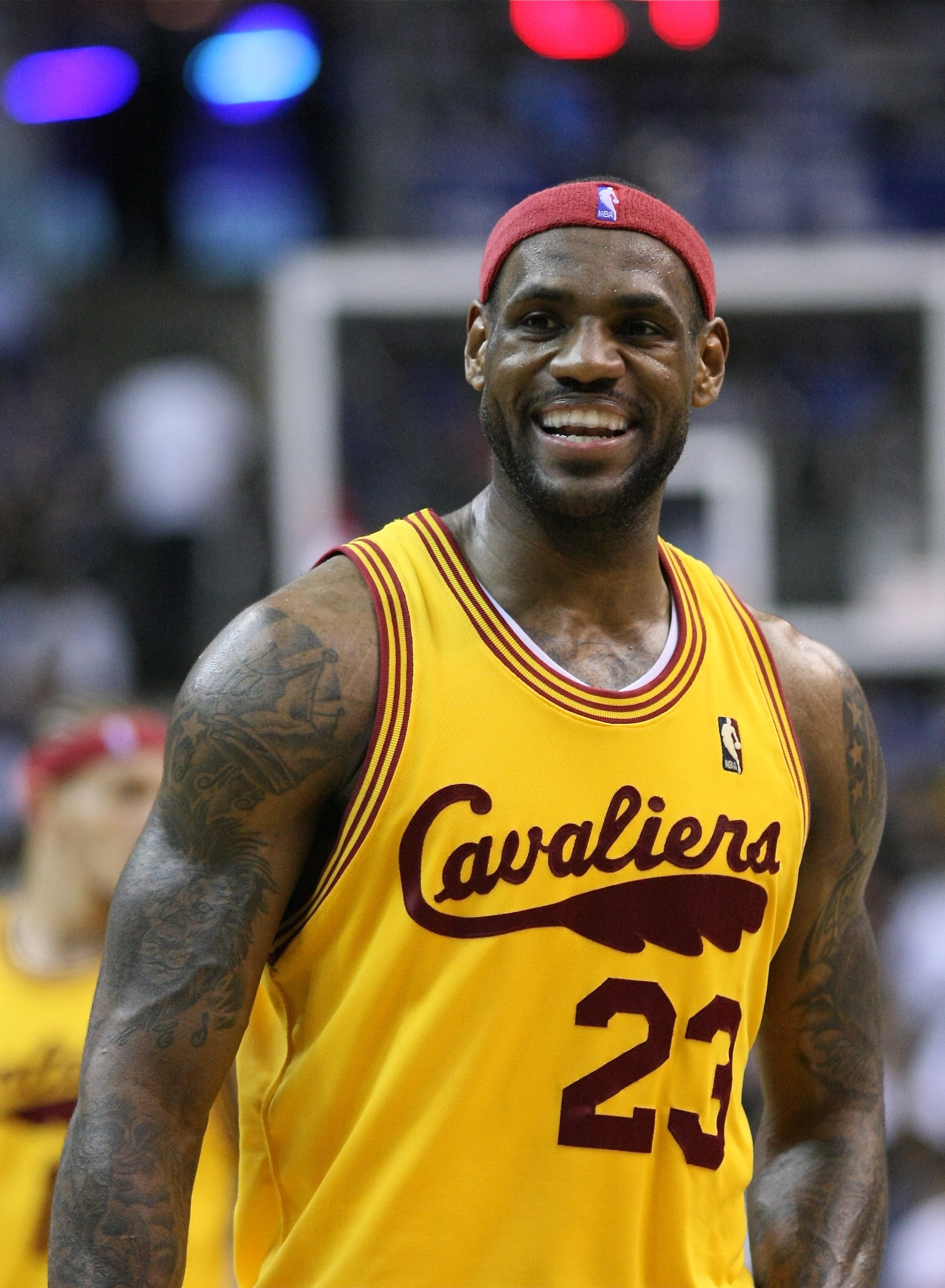
LeBron James.

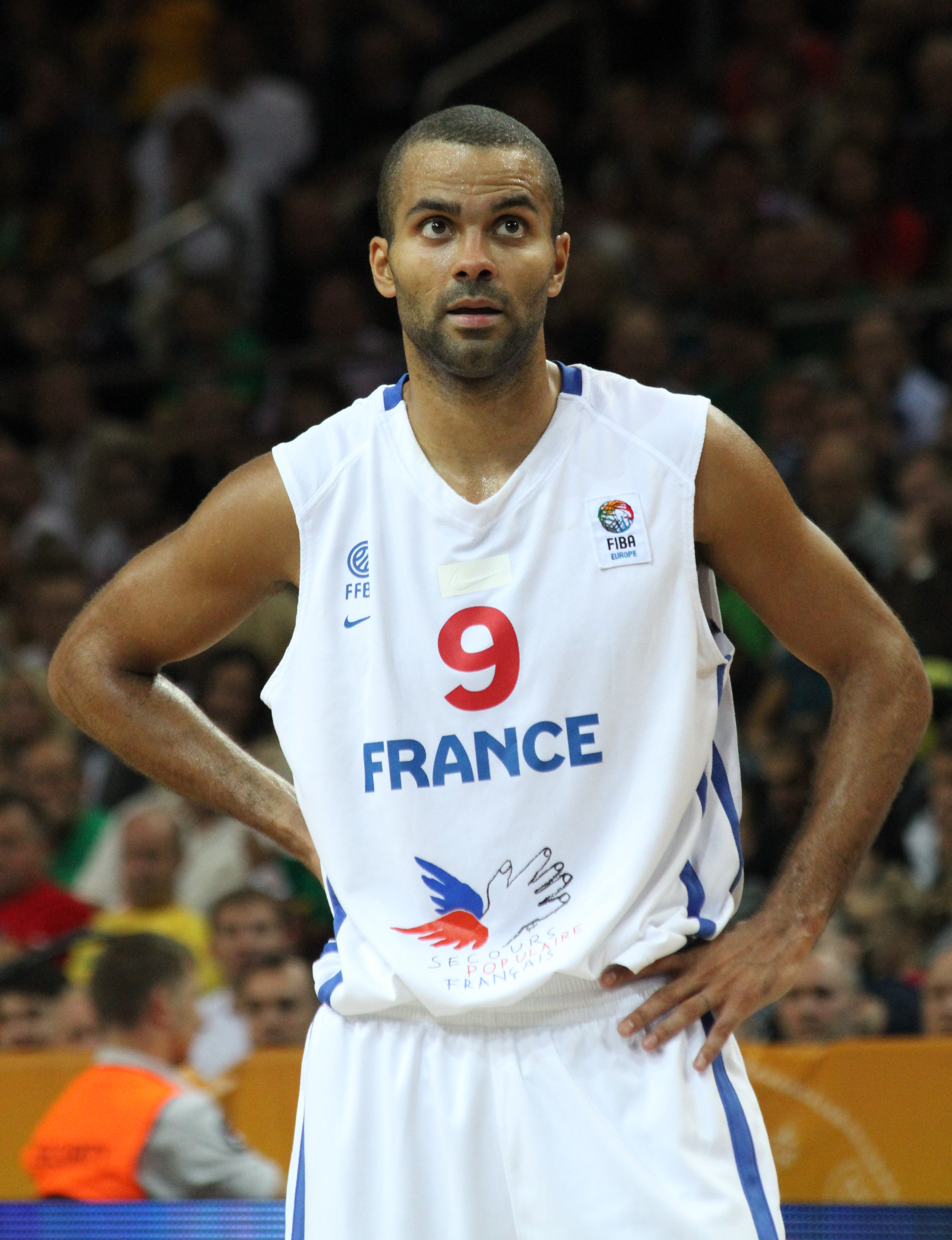
Tony Parker.

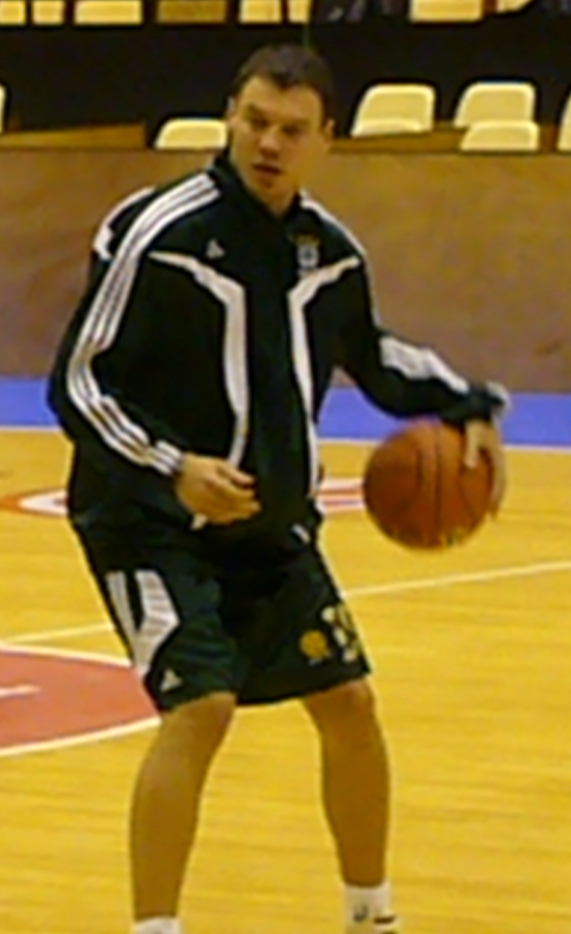
Šarūnas Jasikevičius.

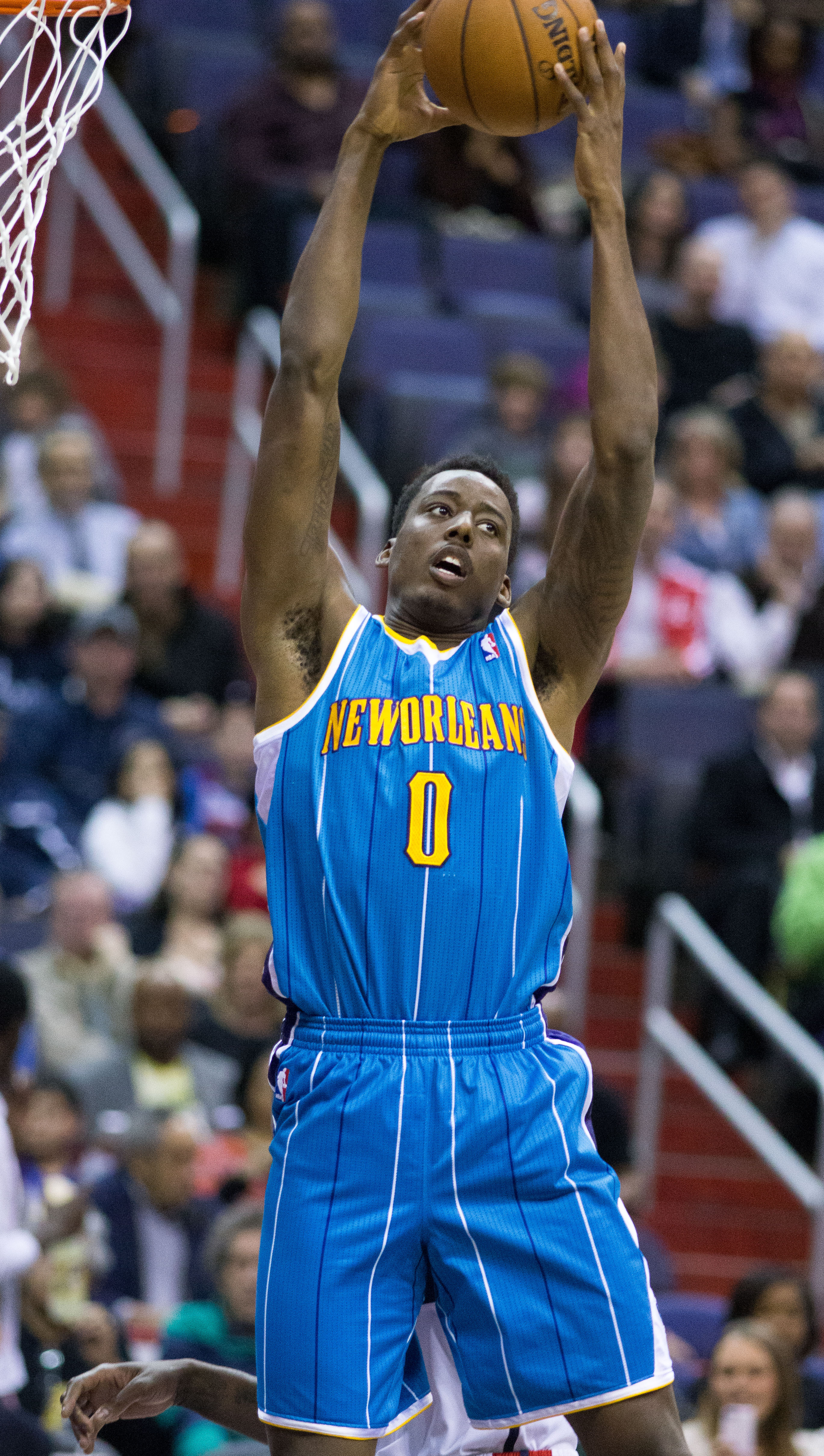
Al-Farouq Aminu.

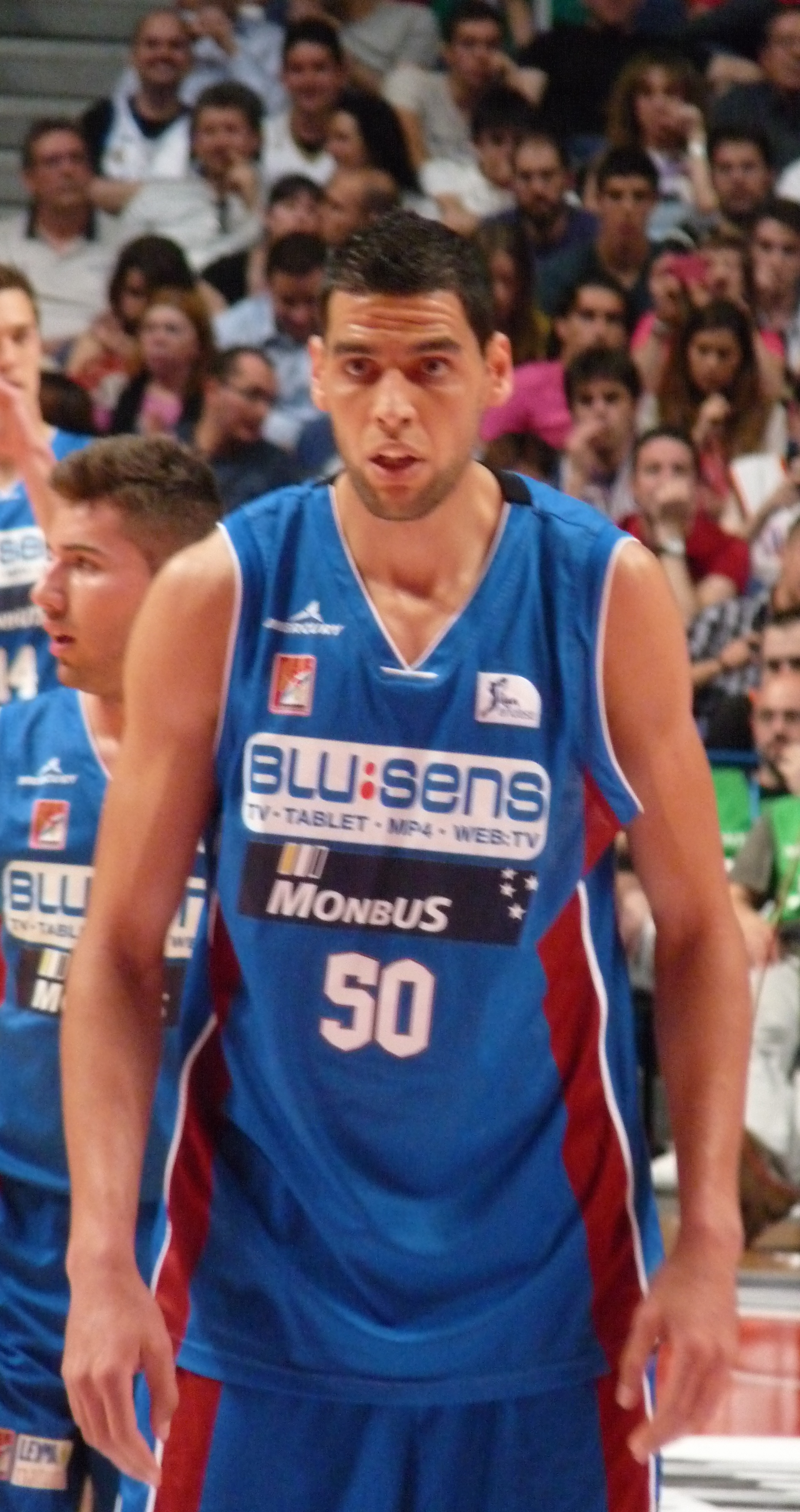
Salah Mejri.

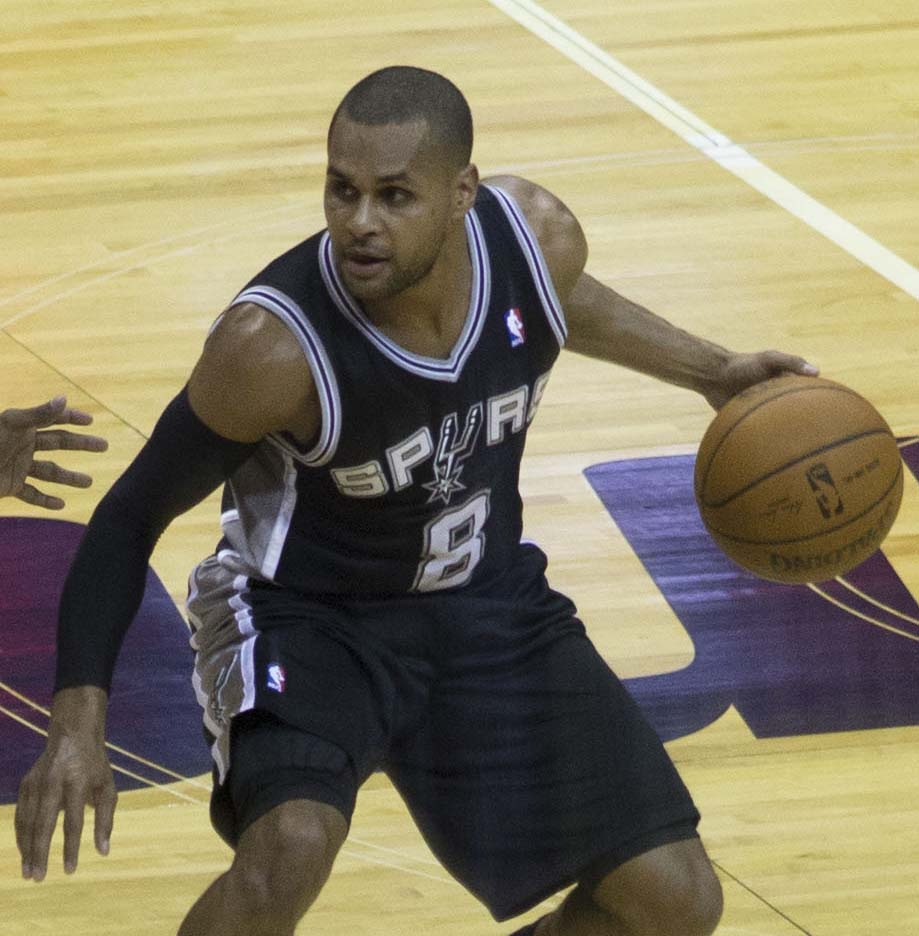
Patty Mills.

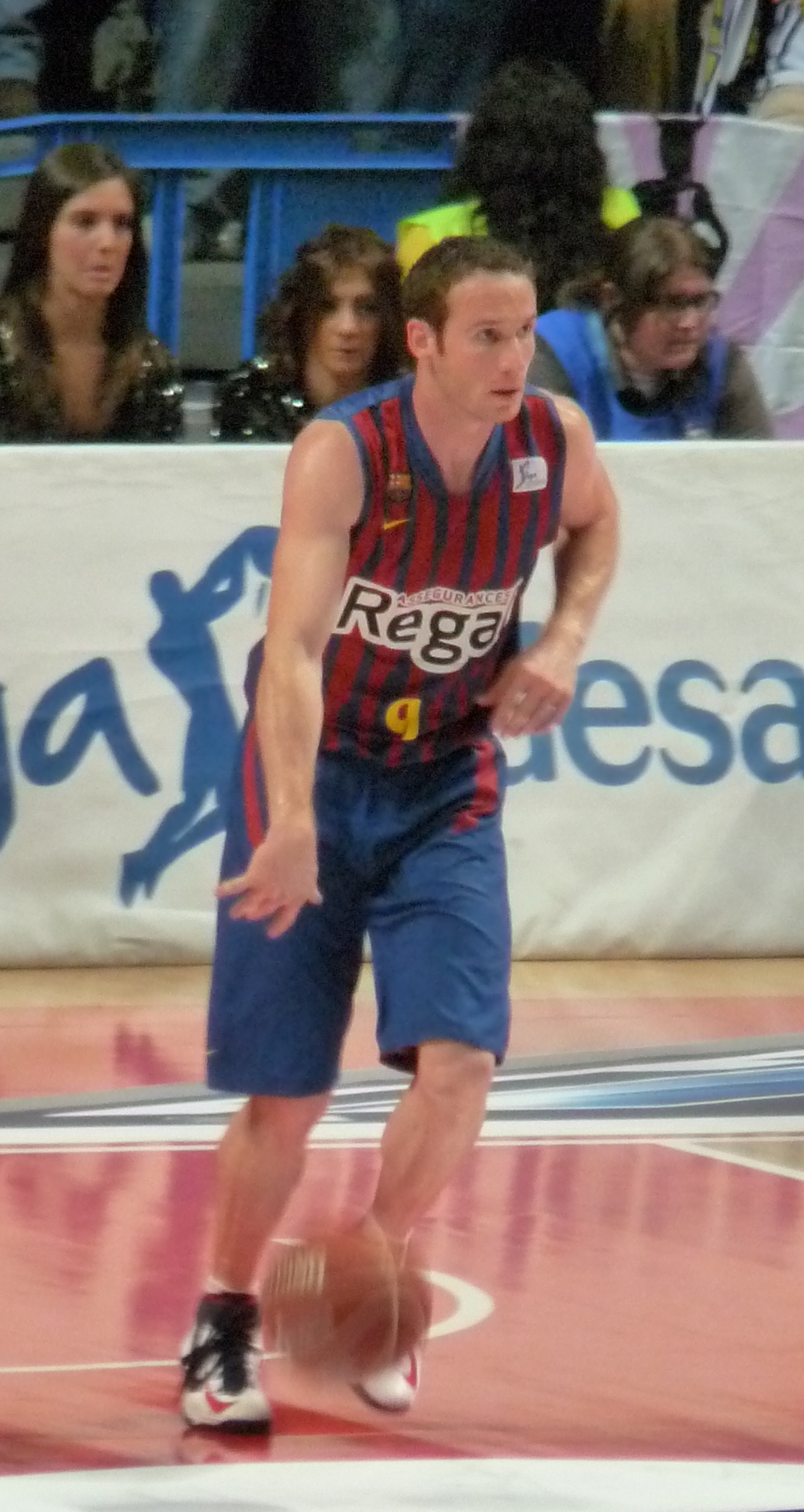
Marcelinho Huertas.

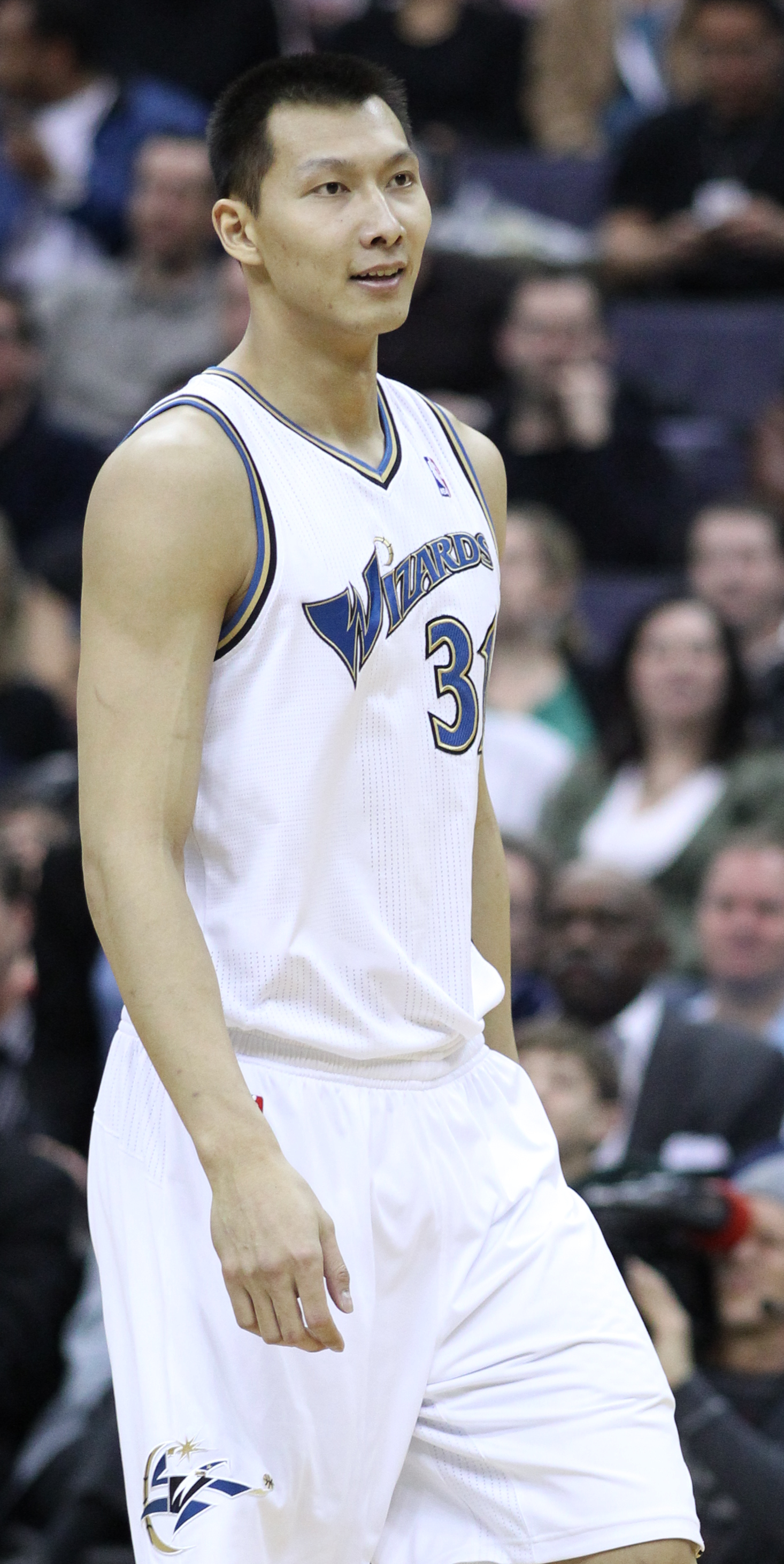
Yi Jianlian.

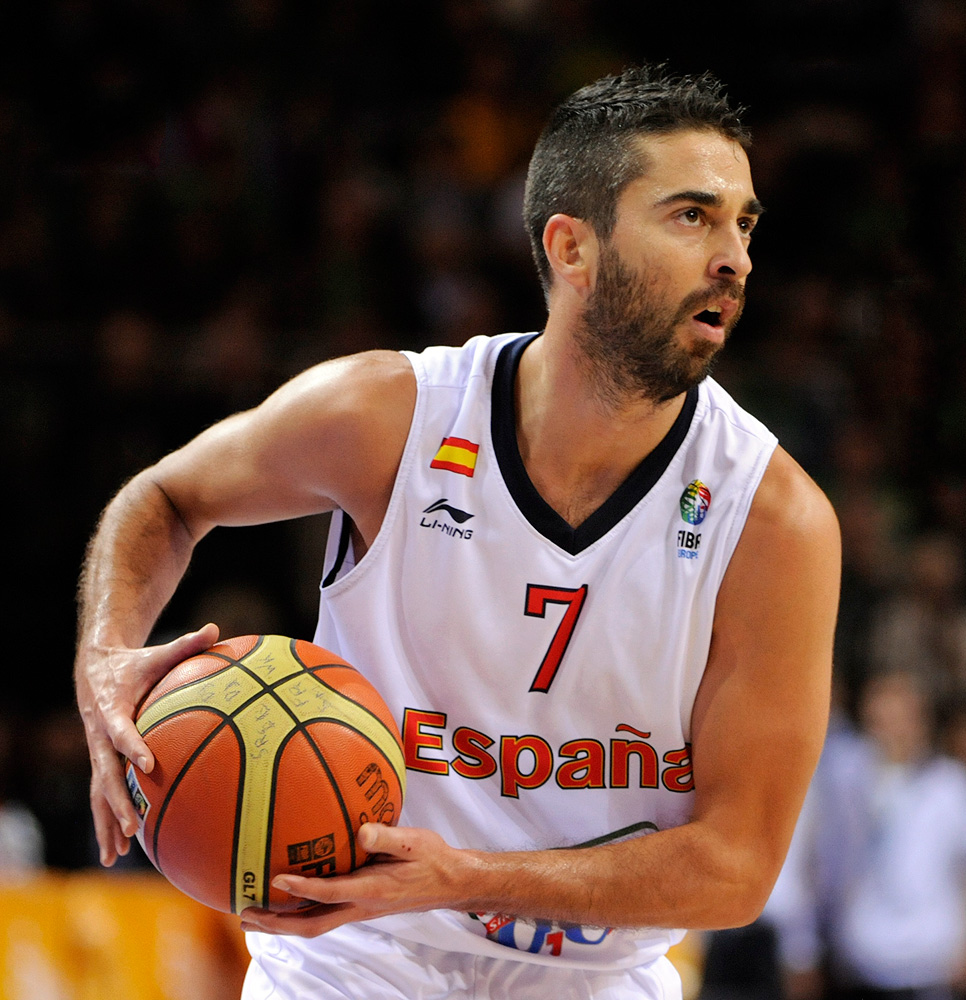
Juan Carlos Navarro.

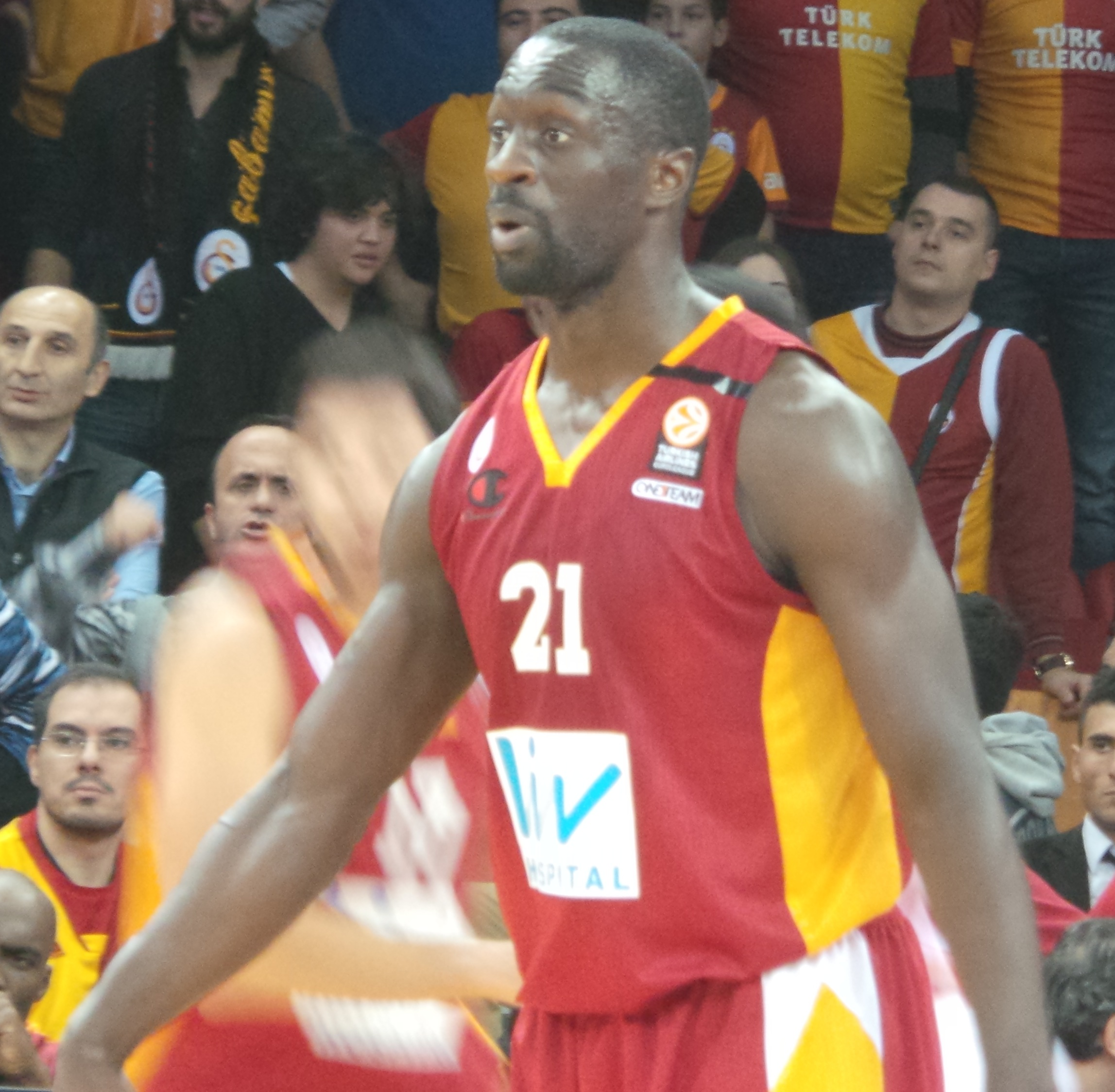
Pops Mensah-Bonsu.

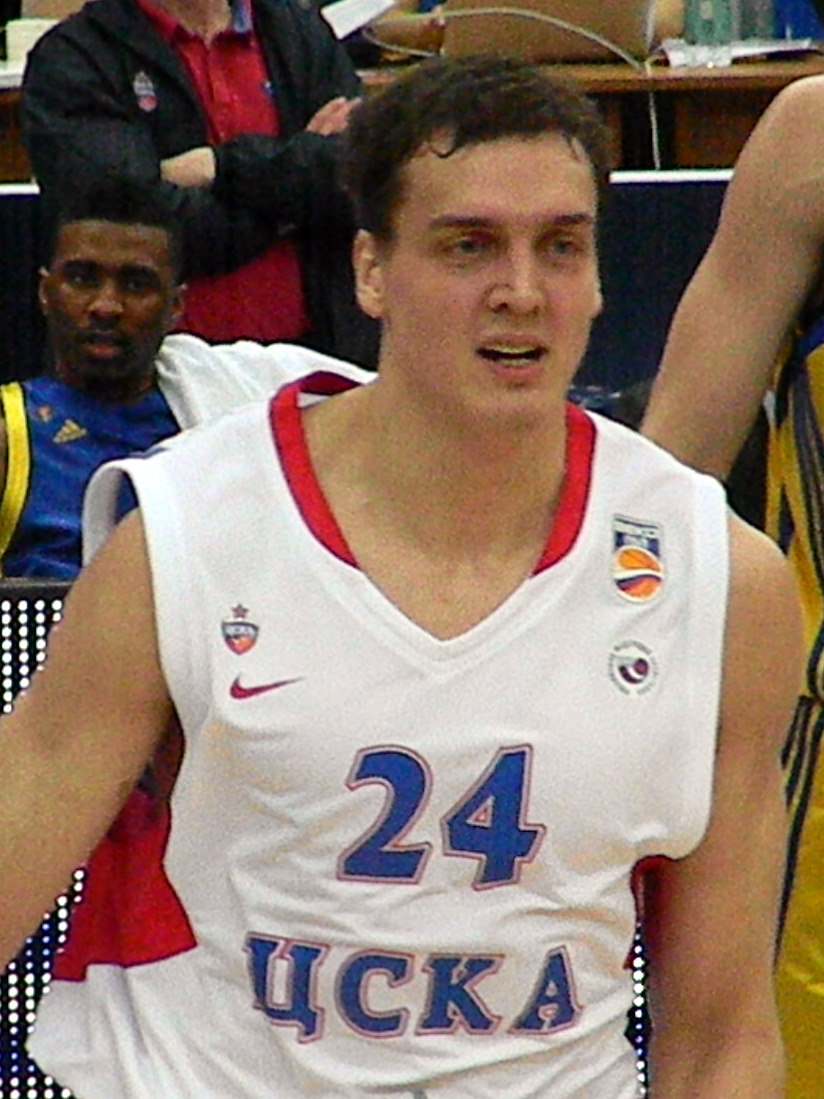
Sasha Kaun.

## Groupe A

### Argentine
| Numéro | Joueur               | Poste | Naissance        | Taille | Club(s) 2011-2012                |
| ------ | -------------------- | ----- | ---------------- | ------ | -------------------------------- |
| 4      | Luis Scola           | 4     | 30 avril 1980    | 2,07 m | Suns de Phoenix                  |
| 5      | Emanuel Ginóbili     | 2     | 28 juillet 1977  | 1,98 m | Spurs de San Antonio             |
| 6      | Marcos Mata          | 3     | 1er août 1986    | 2,01 m | Peñarol Mar del Plata            |
| 7      | Facundo Campazzo     | 1     | 23 mars 1991     | 1,79 m | Peñarol Mar del Plata            |
| 8      | Pablo Prigioni       | 1     | 17 mai 1977      | 1,91 m | Knicks de New York               |
| 9      | Juan Pedro Gutiérrez | 4-5   | 10 octobre 1983  | 2,05 m | Obras Sanitarias de Buenos Aires |
| 10     | Carlos Delfino       | 2-3   | 29 août 1982     | 2,00 m | Bucks de Milwaukee               |
| 11     | Martín Leiva         | 5     | 23 avril 1980    | 2,10 m | Peñarol Mar del Plata            |
| 12     | Leonardo Gutiérrez   | 4     | 16 mai 1978      | 2,01 m | Peñarol Mar del Plata            |
| 13     | Andrés Nocioni       | 3-4   | 30 novembre 1979 | 2,01 m | Saski Baskonia                   |
| 14     | Hernán Jasen         | 3     | 4 février 1978   | 1,99 m | CDB Séville                      |
| 15     | Federico Kammerichs  | 4     | 21 juin 1980     | 2,02 m | Regatas Corrientes               |

Sélectionneur  :  Julio Lamas

### États-Unis
| Numéro | Joueur            | Poste | Naissance         | Taille | Club(s) 2011-2012               |
| ------ | ----------------- | ----- | ----------------- | ------ | ------------------------------- |
| 4      | Tyson Chandler    | 5     | 2 octobre 1982    | 2,16 m | Knicks de New York              |
| 5      | Kevin Durant      | 3     | 29 septembre 1988 | 2,06 m | Thunder d'Oklahoma City         |
| 6      | LeBron James      | 3-4   | 30 décembre 1984  | 2,03 m | Heat de Miami                   |
| 7      | Russell Westbrook | 1     | 12 novembre 1988  | 1,91 m | Thunder d'Oklahoma City         |
| 8      | Deron Williams    | 1     | 26 juillet 1984   | 1,91 m | Nets de Brooklyn                |
| 9      | Andre Iguodala    | 2-3   | 28 janvier 1984   | 1,98 m | 76ers de Philadelphie           |
| 10     | Kobe Bryant       | 2     | 23 août 1978      | 1,98 m | Lakers de Los Angeles           |
| 11     | Kevin Love        | 4-5   | 7 septembre 1988  | 2,08 m | Timberwolves du Minnesota       |
| 12     | James Harden      | 2     | 26 août 1989      | 1,96 m | Thunder d'Oklahoma City         |
| 13     | Chris Paul        | 1     | 6 mai 1985        | 1,83 m | Clippers de Los Angeles         |
| 14     | Anthony Davis     | 4-5   | 11 mars 1993      | 2,08 m | Pelicans de La Nouvelle-Orléans |
| 15     | Carmelo Anthony   | 3     | 29 mai 1984       | 2,03 m | Knicks de New York              |

Sélectionneur  :  Mike Krzyzewski
Assistant :  Jim Boeheim, Mike D'Antoni et Nate McMillan

### France
| Numéro | Joueur           | Poste | Naissance        | Taille | Club(s) 2011-2012          |
| ------ | ---------------- | ----- | ---------------- | ------ | -------------------------- |
| 4      | Kevin Séraphin   | 4-5   | 7 décembre 1989  | 2,06 m | Wizards de Washington      |
| 5      | Nicolas Batum    | 3     | 14 décembre 1988 | 2,03 m | Trail Blazers de Portland  |
| 6      | Fabien Causeur   | 1     | 16 juin 1987     | 1,93 m | Saski Baskonia             |
| 7      | Yakhouba Diawara | 2-3   | 29 août 1982     | 2,01 m | Pallacanestro Varese       |
| 8      | Ali Traoré       | 5     | 28 février 1985  | 2,08 m | Lokomotiv Kouban-Krasnodar |
| 9      | Tony Parker      | 1     | 17 mai 1982      | 1,88 m | Spurs de San Antonio       |
| 10     | Yannick Bokolo   | 1-2   | 19 juin 1985     | 1,91 m | BCM Gravelines             |
| 11     | Florent Piétrus  | 3-4   | 19 janvier 1981  | 2,02 m | Valencia BC                |
| 12     | Nando de Colo    | 1-2   | 23 juin 1987     | 1,96 m | Spurs de San Antonio       |
| 13     | Boris Diaw       | 4-5   | 16 avril 1982    | 2,03 m | Spurs de San Antonio       |
| 14     | Ronny Turiaf     | 5     | 18 juin 1981     | 2,08 m | Clippers de Los Angeles    |
| 15     | Mickaël Gelabale | 3     | 22 mai 1983      | 2,01 m | BC Khimki Moscou           |

Sélectionneur  :  Vincent Collet

### Lituanie
| Numéro | Joueur               | Poste | Naissance         | Taille | Club(s) 2011-2012  |
| ------ | -------------------- | ----- | ----------------- | ------ | ------------------ |
| 4      | Rimantas Kaukėnas    | 2     | 11 avril 1977     | 1,94 m | Mens Sana Basket   |
| 5      | Mantas Kalnietis     | 1     | 6 septembre 1986  | 1,96 m | Žalgiris Kaunas    |
| 6      | Jonas Mačiulis       | 3     | 10 février 1985   | 1,98 m | Mens Sana Basket   |
| 7      | Martynas Pocius      | 2-3   | 28 avril 1986     | 1,96 m | Real Madrid        |
| 8      | Renaldas Seibutis    | 2     | 23 juillet 1985   | 1,98 m | Lietuvos rytas     |
| 9      | Darius Songaila      | 4-5   | 14 février 1978   | 2,06 m | CB Valladolid      |
| 10     | Simas Jasaitis       | 3     | 26 mars 1982      | 2,01 m | Türk Telekomspor   |
| 11     | Linas Kleiza         | 3-4   | 3 janvier 1985    | 2,03 m | Raptors de Toronto |
| 12     | Antanas Kavaliauskas | 4-5   | 19 septembre 1984 | 2,09 m | VEF Riga           |
| 13     | Šarūnas Jasikevičius | 1     | 5 mars 1976       | 1,93 m | Panathinaikos      |
| 14     | Jonas Valančiūnas    | 5     | 6 mai 1982        | 2,11 m | Lietuvos rytas     |
| 15     | Paulius Jankūnas     | 4     | 29 avril 1984     | 2,06 m | Žalgiris Kaunas    |

Sélectionneur  :  Kęstutis Kemzūra
Assistant :  Valdemaras Chomičius, Robertas Kuncaitis et Donaldas Kairys

### Nigeria
| Numéro | Joueur             | Poste | Naissance         | Taille | Club(s) 2011-2012               |
| ------ | ------------------ | ----- | ----------------- | ------ | ------------------------------- |
| 4      | Tony Skinn         | 1-2   | 8 février 1983    | 1,91 m | Elitzur Ashkelon                |
| 5      | Ekene Ibekwe       | 4-5   | 19 juillet 1985   | 2,11 m | BBC Bayreuth                    |
| 6      | Ike Diogu          | 4-5   | 11 septembre 1983 | 2,08 m | Capitanes de Arecibo            |
| 7      | Al-Farouq Aminu    | 3-4   | 21 septembre 1990 | 2,06 m | Pelicans de La Nouvelle-Orléans |
| 8      | Ade Dagunduro      | 1-2   | 22 mai 1986       | 1,96 m | Leuven Bears                    |
| 9      | Chamberlain Oguchi | 2-3   | 28 avril 1986     | 1,98 m | Panteras de Miranda             |
| 10     | Koko Archibong     | 3     | 5 octobre 1981    | 2,06 m | Gießen 46ers                    |
| 11     | Richard Oruche     | 2     | 30 août 1987      | 1,93 m | Académica de Coimbra            |
| 12     | Ejike Ugboaja      | 4     | 28 mai 1985       | 2,06 m | Jahesh Tarabar Qom BC           |
| 13     | Derrick Obasohan   | 2-3   | 18 avril 1981     | 1,98 m | Joventut Badalona               |
| 14     | Alade Aminu        | 5     | 14 septembre 1987 | 2,11 m | Élan sportif chalonnais         |
| 15     | Olumide Oyedeji    | 5     | 11 mai 1981       | 2,11 m | Qingdao DoubleStar              |

Sélectionneur  :  Ayo Bakare

### Tunisie
| Numéro | Joueur               | Poste | Naissance        | Taille | Club(s) 2011-2012              |
| ------ | -------------------- | ----- | ---------------- | ------ | ------------------------------ |
| 4      | Radhouane Slimane    | 3-4   | 16 août 1980     | 2,05 m | Al Nasr Dubai                  |
| 5      | Marouan Laghnej      | 1-2   | 22 avril 1986    | 1,92 m | Jeunesse sportive kairouanaise |
| 6      | Nizar Knioua         | 1-2   | 8 juin 1983      | 1,88 m | Stade nabeulien                |
| 7      | Mourad El Mabrouk    | 1-2   | 19 octobre 1986  | 1,85 m | Ezzahra Sports                 |
| 8      | Marouan Kechrid      | 1-2   | 2 juin 1981      | 1,78 m | Union sportive monastirienne   |
| 9      | Mohamed Hadidane     | 3     | 27 avril 1986    | 2,05 m | Stade nabeulien                |
| 10     | Mehdi Labeyrie Hafsi | 3-4   | 23 février 1978  | 2,03 m | ESSM Le Portel                 |
| 11     | Mokhtar Ghayaza      | 5     | 15 novembre 1986 | 2,04 m | Ezzahra Sports                 |
| 12     | Makrem Ben Romdhane  | 3-4   | 27 mars 1989     | 2,04 m | Étoile sportive du Sahel       |
| 13     | Amine Rzig           | 3-4   | 25 août 1980     | 1,98 m | Étoile sportive du Sahel       |
| 14     | Youssef Gaddour      | 3-4   | 15 mars 1990     | 2,03 m | Union sportive monastirienne   |
| 15     | Salah Mejri          | 5     | 15 juin 1986     | 2,17 m | Étoile sportive du Sahel       |

Sélectionneur  :  Adel Tlatli

## Groupe B

### Australie
| Numéro | Joueur              | Poste | Naissance        | Taille | Club(s) 2011-2012          |
| ------ | ------------------- | ----- | ---------------- | ------ | -------------------------- |
| 4      | Peter Crawford      | 2-3   | 6 novembre 1979  | 1,93 m | Townsville Crocodiles      |
| 5      | Patty Mills         | 1     | 11 août 1988     | 1,83 m | Spurs de San Antonio       |
| 6      | Adam Gibson         | 1-2   | 30 octobre 1986  | 1,88 m | Adelaide 36ers             |
| 7      | Joe Ingles          | 2-3   | 2 octobre 1987   | 2,03 m | FC Barcelone               |
| 8      | Brad Newley         | 2-3   | 18 février 1985  | 1,99 m | CB Gran Canaria            |
| 9      | Matthew Dellavedova | 1     | 8 septembre 1990 | 1,93 m | Saint Mary's College       |
| 10     | David Barlow        | 3-4   | 22 octobre 1983  | 2,05 m | CB Murcie                  |
| 11     | Mark Worthington    | 3-4   | 8 juin 1982      | 2,02 m | KK Radnički Kragujevac     |
| 12     | Aron Baynes         | 4-5   | 9 décembre 1986  | 2,08 m | Ikaros Chalkidas BC        |
| 13     | David Andersen      | 4-5   | 23 juin 1980     | 2,12 m | Fenerbahçe Ülker           |
| 14     | Matthew Nielsen     | 4     | 3 février 1978   | 2,08 m | BC Khimki Moscou           |
| 15     | Aleks Marić         | 5     | 22 octobre 1984  | 2,11 m | Lokomotiv Kouban-Krasnodar |

Sélectionneur  :  Brett Brown
Assistant :  Marty Clarke et Andrej Lemanis

### Brésil
| Numéro | Joueur                   | Poste | Naissance         | Taille | Club(s) 2011-2012      |
| ------ | ------------------------ | ----- | ----------------- | ------ | ---------------------- |
| 4      | Marcelo Machado          | 2-3   | 12 avril 1975     | 2,01 m | Flamengo Basketball    |
| 5      | Raul Togni Neto          | 1     | 19 mai 1992       | 1,85 m | Lagun Agro GBC         |
| 6      | Caio Torres              | 5     | 3 juin 1987       | 2,11 m | Flamengo Basketball    |
| 7      | Larry Taylor             | 1     | 31 octobre 1980   | 1,85 m | Baura Basket-ball      |
| 8      | Alex Garcia              | 2-3   | 4 mars 1980       | 1,91 m | UniCEUB Brasilia       |
| 9      | Marcelinho Huertas       | 1     | 25 mai 1983       | 1,91 m | FC Barcelone           |
| 10     | Leandro Barbosa          | 2     | 28 novembre 1982  | 1,91 m | Pacers de l'Indiana    |
| 11     | Anderson Varejão         | 4-5   | 28 septembre 1982 | 2,11 m | Cavaliers de Cleveland |
| 12     | Guilherme Giovannoni     | 3-4   | 2 juin 1980       | 2,04 m | UniCEUB Brasilia       |
| 13     | Nenê                     | 4-5   | 13 septembre 1982 | 2,11 m | Wizards de Washington  |
| 14     | Marcus Vinicius de Souza | 3-4   | 31 mai 1984       | 2,08 m | Flamengo Basketball    |
| 15     | Tiago Splitter           | 5     | 1er janvier 1985  | 2,11 m | Spurs de San Antonio   |

Sélectionneur  :  Rubén Magnano
Assistant :  Fernando Duró, Demétrius Ferracciú et José Alves Neto

### Chine
| Numéro | Joueur        | Poste | Naissance        | Taille | Club(s) 2011-2012         |
| ------ | ------------- | ----- | ---------------- | ------ | ------------------------- |
| 4      | Ding Jinhui   | 4     | 27 octobre 1989  | 2,04 m | Zhejiang Golden Bulls     |
| 5      | Liu Wei       | 1     | 15 janvier 1980  | 1,90 m | Shanghai Sharks           |
| 6      | Yi Li         | 3     | 7 novembre 1985  | 2,02 m | Jiangsu Dragons           |
| 7      | Wang Shipeng  | 2     | 6 avril 1983     | 1,96 m | Guangdong Southern Tigers |
| 8      | Zhu Fangyu    | 3     | 5 janvier 1983   | 2,01 m | Guangdong Southern Tigers |
| 9      | Sun Yue       | 2     | 6 novembre 1985  | 2,05 m | Olympians de Pékin        |
| 10     | Zhang Zhaoxu  | 5     | 18 novembre 1987 | 2,21 m | Shanghai Sharks           |
| 11     | Yi Jianlian   | 4     | 27 octobre 1987  | 2,11 m | Mavericks de Dallas       |
| 12     | Guo Ailun     | 1     | 14 novembre 1993 | 1,92 m | Liaoning Dinosaurs        |
| 13     | Chen Jianghua | 1     | 12 mars 1989     | 1,88 m | Guangdong Southern Tigers |
| 14     | Wang Zhizhi   | 5     | 8 juillet 1977   | 2,14 m | Bayi Rockets              |
| 15     | Zhou Peng     | 3     | 11 octobre 1989  | 2,06 m | Guangdong Southern Tigers |

Sélectionneur  :  Bob Donewald
Assistant :  Li Nan et Peter Philo

### Espagne
| Numéro | Joueur                | Poste | Naissance         | Taille | Club(s) 2011-2012         |
| ------ | --------------------- | ----- | ----------------- | ------ | ------------------------- |
| 4      | Pau Gasol             | 4-5   | 6 octobre 1980    | 2,13 m | Lakers de Los Angeles     |
| 5      | Rudy Fernández        | 3     | 4 avril 1985      | 1,98 m | Real Madrid               |
| 6      | Sergio Rodríguez      | 1     | 12 juin 1986      | 1,92 m | Real Madrid               |
| 7      | Juan Carlos Navarro   | 2     | 13 juin 1980      | 1,92 m | FC Barcelone              |
| 8      | José Manuel Calderón  | 1     | 28 septembre 1981 | 1,92 m | Raptors de Toronto        |
| 9      | Felipe Reyes          | 5     | 16 mars 1980      | 2,06 m | Real Madrid               |
| 10     | Víctor Claver         | 3     | 30 août 1988      | 2,07 m | Trail Blazers de Portland |
| 11     | Fernando San Emeterio | 3     | 1er janvier 1984  | 1,99 m | Saski Baskonia            |
| 12     | Sergio Llull          | 2     | 15 novembre 1987  | 1,92 m | Real Madrid               |
| 13     | Marc Gasol            | 5     | 29 janvier 1985   | 2,16 m | Grizzlies de Memphis      |
| 14     | Serge Ibaka           | 4     | 18 juillet 1989   | 2,08 m | Thunder d'Oklahoma City   |
| 15     | Víctor Sada           | 1     | 8 mars 1984       | 1,92 m | FC Barcelone              |

Sélectionneur  :  Sergio Scariolo
Assistants :  Juan Antonio Orenga et Quim Costa

### Grande-Bretagne
| Numéro | Joueur            | Poste | Naissance         | Taille | Club(s) 2011-2012         |
| ------ | ----------------- | ----- | ----------------- | ------ | ------------------------- |
| 4      | Kieron Achara     | 4     | 3 juillet 1983    | 2,08 m | Bàsquet Manresa           |
| 5      | Andrew Lawrence   | 1     | 4 juin 1990       | 1,85 m | Cougars de Charleston     |
| 6      | Michael Lenzly    | 2     | 1er mai 1981      | 1,89 m | ČEZ Nymburk               |
| 7      | Pops Mensah-Bonsu | 4-5   | 7 septembre 1983  | 2,06 m | Beşiktaş JK               |
| 8      | Andrew Sullivan   | 3     | 12 février 1980   | 2,03 m | Leicester Riders          |
| 9      | Luol Deng         | 3     | 16 avril 1985     | 2,06 m | Bulls de Chicago          |
| 10     | Robert Archibald  | 5     | 29 mars 1980      | 2,11 m | Basket Zaragoza 2002      |
| 11     | Joel Freeland     | 4     | 7 février 1987    | 2,08 m | Trail Blazers de Portland |
| 12     | Nate Reinking     | 1     | 12 décembre 1973  | 1,88 m | Sheffield Sharks          |
| 13     | Daniel Clark      | 4     | 16 septembre 1988 | 2,10 m | Estudiantes Madrid        |
| 14     | Kyle Johnson      | 2     | 31 décembre 1988  | 1,95 m | APOEL Nicosie             |
| 15     | Eric Boateng      | 5     | 20 novembre 1985  | 2,08 m | Peristéri BC              |

Sélectionneur  :  Chris Finch
Assistants :  Paul Mokeski et Nick Nurse

### Russie
| Numéro | Joueur           | Poste | Naissance        | Taille | Club(s) 2011-2012         |
| ------ | ---------------- | ----- | ---------------- | ------ | ------------------------- |
| 4      | Alexey Shved     | 2     | 16 décembre 1988 | 1,98 m | Timberwolves du Minnesota |
| 5      | Timofeï Mozgov   | 5     | 16 juillet 1986  | 2,16 m | Nuggets de Denver         |
| 6      | Sergueï Karassev | 2-3   | 26 octobre 1993  | 2,01 m | Zénith Saint-Pétersbourg  |
| 7      | Vitaly Fridzon   | 2     | 14 octobre 1985  | 1,96 m | BC Khimki Moscou          |
| 8      | Sasha Kaun       | 5     | 8 mai 1985       | 2,11 m | CSKA Moscou               |
| 9      | Evgeny Voronov   | 2     | 7 mai 1986       | 1,94 m | CSKA Moscou               |
| 10     | Viktor Khryapa   | 3     | 3 août 1982      | 2,06 m | CSKA Moscou               |
| 11     | Semion Antonov   | 4     | 18 juillet 1989  | 2,02 m | BK Nijni Novgorod         |
| 12     | Sergueï Monya    | 3     | 15 avril 1983    | 2,03 m | BC Khimki Moscou          |
| 13     | Dmitri Khvostov  | 1     | 21 août 1989     | 1,90 m | BC Khimki Moscou          |
| 14     | Anton Ponkrachov | 2-3   | 23 avril 1986    | 2,02 m | CSKA Moscou               |
| 15     | Andreï Kirilenko | 3     | 18 février 1981  | 2,06 m | Timberwolves du Minnesota |

Sélectionneur  :  David Blatt